# Bobbysocks

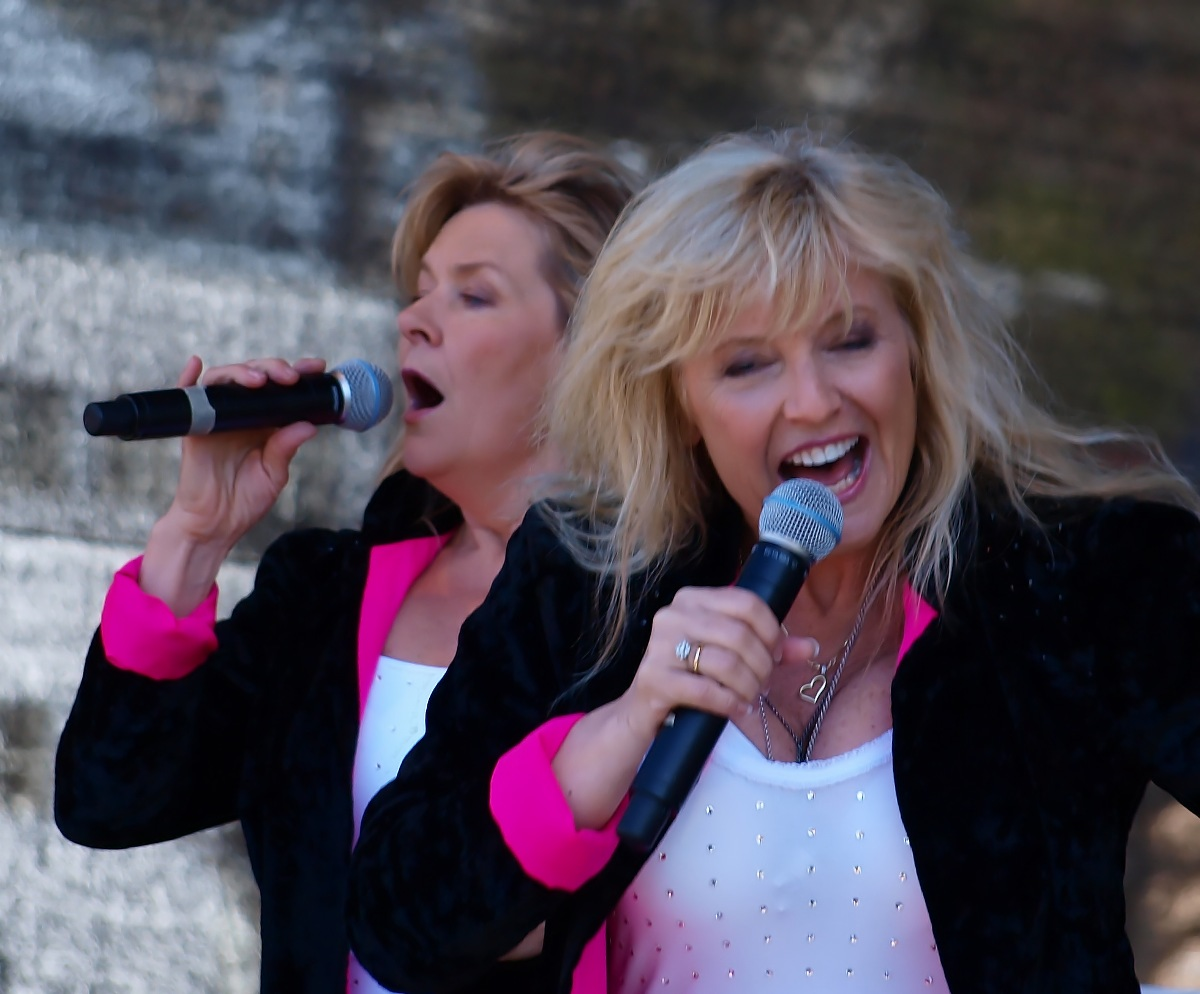
Bobbysocks

Bobbysocks foi um duo musical norueguês formado em 1983 por Elisabeth Andreassen (1958) e Hanne Krogh (1956), que obitveram êxito considerável nos países escandinavos. Em Gotemburgo, venceram o Festival Eurovisão da Canção 1985, interpretando em norueguês a canção La det swinge ("Vamos deixar dançar swing") . Depois da dissolução da banda em 1988, depois de editar três discos, cada uma delas continuou uma carreira solo. Elisabeth, foi a que mais se destacou, voltando a participar por mais duas vezes no Festival Eurovisão da Canção : a primeira em 1994 e em 1996, terminando em sexto e segundo lugar, respetivamente. A duas juntaram-se para cantar novamente no show Congratulations: 50 Anos do Festival Eurovisão da Canção que comemorou o 50 anos do Festival Eurovisão da Canção, que teve lugar em 2005. 

## Discografia
| Ano  | Álbum                     | Posição nos tops de vendas | Posição nos tops de vendas | Comentarios                                                                        |
| Ano  | Álbum                     | NOR                        | SUE                        | Comentarios                                                                        |
| ---- | ------------------------- | -------------------------- | -------------------------- | ---------------------------------------------------------------------------------- |
| 1984 | "Bobbysocks"              | 3                          | -                          | Certificação: Noruega, Ouro reedição en 1985 com sucesso em vários países do mundo |
| 1986 | "Waiting for the Morning" | 1                          | 50                         | Certificação Noruega, Ouro Suécia, Ouro                                            |
| 1987 | "Walkin' on Air"          | 16                         | -                          | Certificaçãon: Noruega, Ouro                                                       |